# ポップ・パンク
ポップ・パンク (Pop punk, Punk pop) は、オリジナルパンク・ロックに比べてメロディアスで聴き易いパンク・ロックと定義付けされる。1990年代前半のグリーン・デイの登場により広まった。その後、ブリンク182、など新世代ポップ・パンク勢によってより大衆化することになった。グリーン・デイやオフスプリングは政治的な曲を発表する場合もあるが、多くのバンドはパンク・ロックの原点である政治的主張や、それを伝えるための過激なパフォーマンスを排除したバンドも多い。
演奏自体はパンクと同じく、複雑なコード進行を用いないシンプルなものが多い。
音的には、70年代に流行したロンドンパンクを中心とするオリジナルパンクは音圧があまり大きくなく、スカスカな感じの印象を受ける曲が多いが、ポップ・パンクは大きな音圧に疾走感の伴う演奏がなされる場合が多い。またドラムには、速い8ビートが好んで使われる傾向がある。
ポップパンクは、パンクのサブジャンルとして、パンクのバリエーション、ポップミュージックの一形態、ポストパンクと同様にパンクとは正反対のジャンルとして様々に説明されている。その歴史を通じてスタイルを進化させ、ニューウェーブ、カレッジロック、スカ、ラップ、エモ、ボーイズバンドの要素を吸収してきた。ポップパンクのいくつかのバリエーションは、伝統的なパンクロックに忠実であることで知られており、「生々しく、ザラザラしていて、叫び声が強く、必ずしもラジオに適しているとは限らない」サウンドを採用している。他のバリエーションはより洗練されており、主流のラジオに適している。AVクラブのライターたちは、ポップ・パンクはパンクと同じぐらい長く存在し、ビートルズ、キンクス、ビーチ・ボーイズらのポップ・ロックにルーツを持っていると評している。

## 主なアーティスト

### 1990年～
- Alkaline Trio（アルカライン・トリオ）
- Allister（アリスター）
- The Ataris（アタリス）
- blink-182（ブリンク 182）
- Bowling For Soup（ボウリング・フォー・スープ）
- Donots（ドゥノッツ）
- Everyday Sunday（エヴリデイ・サンデー）
- Face to Face（フェイス・トゥ・フェイス）
- Fenix TX（フェニックス・ティーエックス）
- Gob（ゴブ）
- GoldFinger（ゴールド・フィンガー）
- Good Charlotte（グッド・シャーロット）
- Green Day（グリーン・デイ）
- Lagwagon（ラグワゴン）
- Less Than Jake（レス・ザン・ジェイク）
- Mest（メスト）
- Midtown（ミッドタウン）
- Millencolin（ミレンコリン）
- Motion City Soundtrack（モーション・シティ・サウンドトラック）
- MxPx（エムエックスピーエックス）
- New Found Glory（ニュー・ファウンド・グローリー）
- No Use For A Name（ノー・ユース・フォー・ア・ネイム）
- The Offspring（オフスプリング）
- Over It（オーヴァー・イット）
- PLAIN WHITE T'S（プレイン・ホワイト・ティーズ）
- Relient K（リライアントK）
- Simple Plan（シンプル・プラン）
- The Starting Line（ザ・スターティング・ライン）
- Sugarcult（シュガーカルト）
- Sum 41（サム・フォーティーワン）
- Useless ID（ユースレス・アイディー）
- Yellowcard（イエローカード）

### 2000年～
- The Academy Is...（ジ・アカデミー・イズ）
- The All-American Rejects（オール・アメリカン・リジェクツ）
- A Change of Pace（ア・チェンジ・オブ・ペース）
- A Day To Remember（ア・デイ・トゥ・リメンバー）
- All Time Low（オール・タイム・ロウ）
- Aloha From Hell（アロハ・フロム・ヘル）
- Amber Pacific（アンバー・パシフィック）
- Better Luck Next Time（ベター・ラック・ネクスト・タイム）
- Boys Like Girls（ボーイズ・ライク・ガールズ）
- The Cab（ザ・キャブ）
- Cash Cash（キャッシュ・キャッシュ）
- Cobra Starship（コブラ・スターシップ）
- Cute Is What We Aim For（キュート・イズ・ワット・ウィ・エイム・フォー）
- DiSGUSTEENS（ディスガスティーンズ）
- Every Avenue（エブリ・アベニュー）
- Faber Drive（フェイバー・ドライヴ）
- Fall Out Boy（フォール・アウト・ボーイ）
- Forever The Sickest Kids（フォーエヴァー・ザ・シッケスト・キッズ）
- Four Year Strong（フォー・イヤー・ストロング）
- Hawk Nelson（ホーク・ネルソン）
- Hedley（ヘドリー）
- Hey Monday（ヘイ・マンデー）
- The Higher（ザ・ハイヤー）
- Hit The Lights（ヒット・ザ・ライツ）
- Koopa（クーパ）
- The Maine（ザ・メイン）
- Mayday Parade（メイデー・パレード）
- Melody Fall（メロディー・フォール）
- Metro Station（メトロ・ステーション）
- Neverstore（ネヴァーストア）
- Powerspace （パワースペース）
- Quietdrive（クワイエット・ドライブ）
- The Red Jumpsuit Appratus（ザ・レッド・ジャンプスーツ・アパラタス）
- Runner Runner（ランナー・ランナー）
- The White Tie Affair（ザ・ホワイト・タイ・アフェアー）
- Run Kid Run（ラン・キッド・ラン）
- Set Your Goals（セット・ユア・ゴールズ）
- Sing It Loud（シング・イット・ラウド）
- Stellar Kart（ステラー・カート）
- The Summer Set（ザ・サマー・セット）
- Tonight Alive（トゥナイト・アライヴ）
- Vanilla Sky（バニラスカイ）
- We The Kings（ウィー・ザ・キングス）
- Machine-Gun Kelly (マシン・ガン・ケリー)